# آسية خانم
آسية خانم (بالفارسية: آسيه خانم) (بالإنجليزية: Ásíyih K͟hánum) (1820م - 1886م) إمرأةٌ نبيلةٌ فارسيةٌ، وزوجة بهاءالله، مشرّع الديانة البهائية. لقّبها بهاءالله بعد زواجهما بـنوّاب، وكذلك لُقّبت بألقابٍ أخرى، منها أم الكائنات والورقة العليا المباركة وحضرة خانم.
كانت آسية خانم من أول المنضمين لدعوة الباب والديانة البابية عام 1844م، ومن المتحمسين لنشر الدعوة. وبعد ذلك آمنت برسالة بهاءالله، وأصبحت من أهم الشخصيات المؤثّرة في الديانة البهائية.
في عام 1852م، تدهورت حياتها بسبب محاولة عددٍ من البابيين اغتيال الشاه. وعلى الرغم من تأكيدهم أنهم تصرفوا بشكلٍ مستقلٍ، فقد تحمّل المجتمع البابي بأكمله اللّوم، مما أدى إلى مذبحةٍ واسعة النطاق بدأها الشاه ضدهم. تم القبض حينها على زوجها بهاءالله، وتم نهب منزل العائلة والاستيلاء على ممتلكاتهم، مما ترك آسية خانم في ضيقٍ وفقرٍ شديدٍ، فهربت مع أطفالها، وكافحت لتأمين احتياجات أطفالها الأساسية من الغذاء.
وبعد إطلاق سراح بهاءالله من سجن سياه جال والذي طال 4 أشهرٍ، نُفيت بعدها بأمرٍ من شاه إيران (ناصرالدين شاه القاجار) مع زوجها وأبنائها إلى العراق حيث سكنت بغداد عام 1853م، ومن ثم نُفيت إلى إسطنبول عام 1863م، ومن ثم إلى أدرنة، ومن ثم إلى عكا الفلسطينية عام 1868م.
صُدر عام 1868م حكمًا غيابيًا بالسجن عليها وعلى عائلتها من قبل الحكومة القاجارية، وخفف الحكم عام 1870م، واستقرّت في عكا، وكانت طيلة تلك الجولات تعمل على نشر رسالة بهاءالله، وتمكّنت من جمع عددٍ من المؤمنين بالديانة البهائية في مختلف البُلدان. وكذلك قامت برعاية وعلاج المرضى والمحتاجين في عكا والمناطق المجاورة.
تعرّضت آسية خانم في حياتها للعديد من الصعوبات والمحن والآلام. توفيت في عكا عام 1886م عن عمرٍ يناهز 66 عامًا، وأدى ذلك إلى حزنٍ عميقٍ في نفس بهاءالله وعائلتها، وفي كل من عرفها من أهالي المنطقة. حضر جنازتها المسلمون والمسيحيون والدروز. أعرب بهاءالله عن حزنه العميق، قائلاً إنه بعد آسية خانم، تحوّل نوره إلى ظلمةٍ، وبهجته إلى حزنٍ، وهدوئه إلى هياجٍ.
دُفنت في مقبرةٍ إسلاميةٍ. وفي عام 1932م توفيت ابنتها بهية خانم، ووصّت أن تُدفن بجانب أمها في مكانٍ لائقٍ. بعد سنواتٍ من ذلك، وفي عهد شوقي أفندي، تم نقل قبر آسية خانم بتشييعٍ كبيرٍ ودفنها هي وابنها ميرزا مهدي في حدائق البهائيين على جبل الكرمل.

## الولادة والنشأة
وُلدت آسية خانم في يالرود في مقاطعة نور بمحافظة مازندران عام 1820م، من عائلةٍ نبيلةٍ أرستقراطيةٍ سياسيةٍ إيرانيةٍ، فهي الأبنة الوحيدة للميرزا إسماعيل اليالرودي، وزير محكمة يالرود في عهد الدولة القاجارية، ولها أخٌ وحيدٌ يُدعى محمود، الذي لم يؤمن برسالة بهاءالله. احتلّت عائلة يالرودي مكانةً بارزةً في طبقة النبلاء، حيث وفّرت لآسية تربيةً ذات امتيازٍ استثنائي، وتلقّت تعليمًا شاملاً.

## الزواج

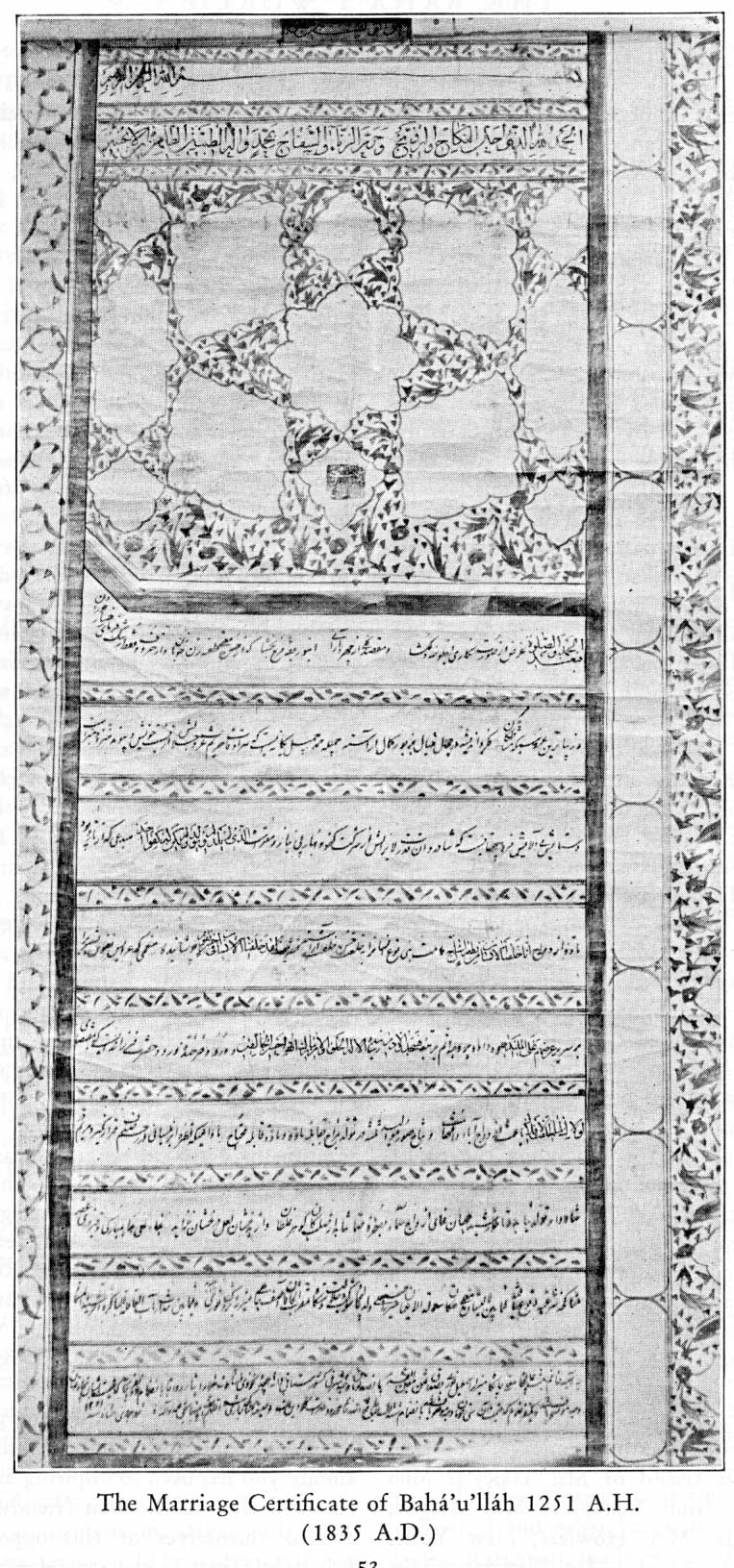
صورة لعقد قران آسية خانم وبهاء الله

في عام 1832م، تزوّج ميرزا محمود، الأخ الأكبر لآسية، من سارة، الأخت الكبرى لبهاءالله. كانت سارة قريبةً جدًا من بهاءالله، وكانت مسرورةً بعلامات الجمال البارزة في الشابة آسية وتقواها ولطفها. وسرعان ما وضعت خطةً لزواج الإثنين معًا. وافق ميرزا عباس النوري، بإغراء مهرٍ كبيرٍ يشمل ثلاثة خدمٍ، وقطعة أرضٍ كبيرةٍ، وممتلكاتٍ، ومبلغٍ من المال. وعلى الرغم من إعلان الخطوبة رسميًا، إلا أن الزواج تأجّل حتى بلغت آسية سن الخامسة عشر.
في أكتوبر 1835م، تزوجت آسية خانم البالغة من العمر خمسة عشر عامًا من بهاءالله في حفلٍ فخمٍ، وكانت أزرار ملابس آسية خانم عبارةٌ عن جواهر وأحجار كريمة. تمّ بيع هذه المجوهرات لاحقًا لإعالة الأسرة بالطعام أثناء اضطهاد البابيين عام 1852م.
وفقًا للمصادر البهائية، كانت آسية خانم وبهاءالله منخرطين بمساعدة المحتاجين والأعمال الخيرية. عُرف بهاءالله وآسية خانم بأبي الفقراء وأم العزاء لكرمهما غير العادي واهتمامهما بالفقراء.

## العائلة
نتج عن زواجها ببهاءالله سبعة أطفال: كاظم، صادق، عباس، علي محمد، بهية، مهدي، وعلي محمد. ولم ينجُ سوى ثلاثة منهم حتى سن البلوغ، وجميعهم حافظوا على ولائهم القوي لأمهم. كانت آسية خانم على علاقةٍ وثيقةٍ بأطفالها، وشاركت بنشاطٍ في تربيتهم، وخاصةً تربية عبدالبهاء. أقامت عائلة نوري في العاصمة طهران، وأمضت أشهر الصيف في مازندران؛ كما كان متداولاً عُرفًا للعائلات الفارسية من الطبقة العليا.

## الإيمان بالبابية
في عام 1844م، آمن بهاءالله بالعقيدة البابية الجديدة. وسرعان ما انضمت آسية خانم أيضًا إلى البابية وأصبحت من المؤمنات المتحمّسات للباب. عملت بشدةٍ على حماية أعضاء المنضمين له، فقامت بإخباء قرة العين القزوينية في بيتها الخاص حينما كانت تطاردها القوات الحكومية، بعد إفصاحها عن دينها الجديد. في 15 أغسطس 1852م، حاولت مجموعةٌ بابيةٌ متطرفةٌ اغتيال الشاه، لكن خُطتهم باءت بالفشل. لذا تمّ القبض على البابيين المرتبطين بالمؤامرة وإعدامهم. وعلى الرغم من تأكيدهم أنهم تصرفوا بشكلٍ مستقلٍ، فقد تحمّل المجتمع البابي بأكمله اللوم، مما أدى إلى مذبحةٍ واسعة النطاق بدأها الشاه ضد البابيين. تم القبض حينها على بهاءالله. وتمّ نهب منزله الذي كان يسكنها مع آسية خانم، والاستيلاء على ممتلكاتهم، مما تركها في فقرٍ مدقعٍ. هربت آسية خانم مع أطفالها، وكافحت لتأمين ما يكفي من الأموال لإعالتهم. وتتذكر العائلة بوضوحٍ أنها لم تتلق أحيانًا سوى حفنةٍ من الدقيق للتخفيف من جوعها.

## الهجرة

### بغداد
أُطلق سراح بهاءالله في النهاية، لكنه نُفي من موطنه بعد ذلك إلى بغداد. على الرغم من علاقاتهم الراسخة من خلال عائلاتهم، نأى الكثيرون بأنفسهم عن الزوجين خلال هذه الفترة. وعند المغادرة لم يودعهم أحدٌ إلا جدة آسية خانم. وعلى مضضٍ، تركت آسية خانم طفلها الأصغر، مهدي، في رعايتها.
في شتاء يناير 1853م القارس، شرعت العائلة في رحلتها إلى بغداد. بمرافقة بهاءالله، الذي كان ضعيفًا ومريضًا بسبب الأشهر التي قضاها في السجن، أصبحت آسية خانم أقرب رفاقه وأعز أصدقائه المقربين. بالإضافة إلى ذلك، كانت حاملاً أثناء الرحلة، الأمر الذي شكّل تحدياتٍ كبيرةً.
في عام 1854م، قرّر بهاءالله العزلة في جبال كردستان، وعهد برعاية الأسرة إلى شقيقيه ميرزا موسى وميرزا يحيى. وبحسب ذكريات أطفالها، قام ميرزا يحيى بتقييد حرية الأسرة، ومنع آسية من طلب المساعدة الطبية عندما احتاج طفلها إلى طبيبٍ. وُلد الطفل، الذي سُمي علي محمد على اسم الباب في بغداد، وتوفي حوالي عام 1855م وهو في الثانية من عمره. وفي النهاية عاد بهاءالله مستلمًا زمام الأمور وحاملًا الاستقرار للعائلة.
بعد عودته، اشتُهر بهاء الله تدريجيًا على أنه زعيم البابيين، وأعاد إحياء المجتمع البابي المتشتت والمقموع بشدةٍ. نما عدد أتباعه بشكلٍ كبيرٍ، وحظي باحترامٍ وتقديرٍ عظيمين من قبل أتباعه وأهالي بغداد على السواء من المسؤولين وعامة الناس. فكان البابيون يتقاطرون على بغداد لزيارته وأخذ النصح والإرشاد منه، فتمكّن من أن يجدّد في البابيين فضائل الأخلاق، وأن يجعل من سلوكهم ما يتوافق مع تعاليم الباب.
أثار شهرة بهاء الله قلقًا لدى الحكومة الإيرانية، فضغطت على السلطات العثمانية لترحيل بهاءالله وعائلته وأتباعه إلى مكانٍ بعيدٍ جدًا عن حدود إيران. في21 نيسان 1863م، وقبل مغادرتهم بغداد، أقام بهاءالله وأتباعه لمدة اثني عشر يومًا في حديقة نجيب باشا في ضواحي بغداد، وفد عليه خلالها العديد من البابيين للاستماع إلى تعليماته وإرشاداته، وأعلن بهاءالله في تلك الأيام للحاضرين بأنه رسول الله والموعود الذي وعد الباب بمجيئه. أصبحت آسية خانم من أول المؤمنين برسالة بهاءالله. منذ ذلك الحين، أصبح أتباع بهاءالله يُعرفون بالبهائيين. واليوم، تُعرف هذه الأيام الإثنى عشر لدى البهائيين بأيام عيد الرضوان، وتُحتفل به عالميًا إحياءً لذكرى إعلان بهاءالله دعوته.

### القسطنطينية (اسطنبول) وأدرنة
تم نفي الأسرة مرةً أخرى إلى القسطنطينية في عام 1863م. بعد وقتٍ قصيرٍ من وصولهم إلى القسطنطينية، تم نفيهم إلى منطقةٍ نائيةٍ في أدرنة. كانت الرحلة مرهقةً وخلال فصل الشتاء. أثّر البرد على آسية خانم وأصيبت بمرضٍ خطيرٍ. كانت السنوات الخمس التي قضتها في أدرنة غير سعيدةٍ أيضًا. كاد بهاءالله أن يموت عام 1866م، وهُددت بفصل زوجها عنها عام 1868م من قِبَل الحكومة العثمانية آنذاك، ولكن تم إلغاء هذا الأمر ونفي جميع أفراد الأسرة معًا إلى عكا، من خلال شفاعة عبدالبهاء.

### عكا
في يوليو 1868م، صُدر مرسومٌ حكوميٌ يحكم على البهائيين بالسجن الدائم والعزل في البؤر الاستيطانية النائية للإمبراطورية العثمانية. تم إرسال ميرزا يحيى وأتباعه إلى فاماغوستا في قبرص، بينما تم إرسال بهاءالله وأتباعه إلى عكا في فلسطين العثمانية. مرةً أخرى، وللمرة الأخيرة، تم نفي العائلة إلى مدينة السجن عكا، إسرائيل اليوم، والتي ثبُت أنه المكان الأكثر تحديًا الذي مروا به حتى الآن. وكان برفقة آسية ابنها عباس البالغ من العمر أربعة وعشرين عامًا وابنتها بهية البالغة من العمر إحدى وعشرين عامًا وابنها مهدي البالغ من العمر عشرين عامًا وزوجها.

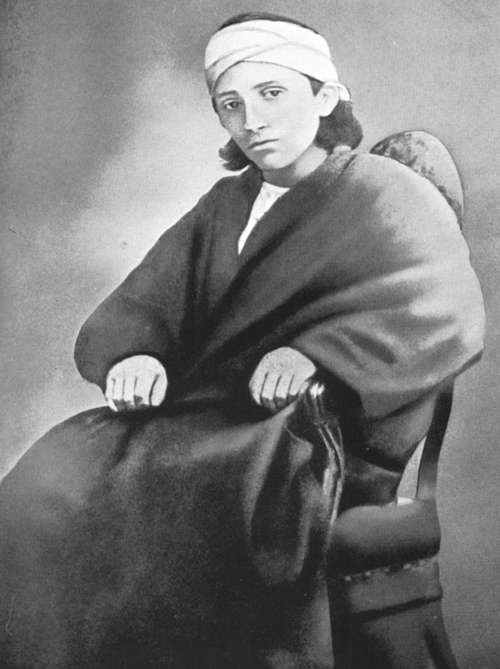
ميرزا مهدي (الغصن الأطهر)، ابن آسية خانم وبهاءالله، الذي توفي في سن 22 في عكا

وصل البهائيون في أغسطس في ذروة الصيف. وأبلغ سكان عكا أن السجناء الجدد يعتبرون أعداء للدولة وللله ودينه، ويمنع منعًا باتًا الارتباط بهم. انخرط الجمهور المعادي في السخرية والإساءة اللفظية. أصيب جميع المنفيين تقريبًا بمرضٍ خطيرٍ. أثبتت هذه الفترة أنها مؤلمةٌ بالنسبة لآسية خانم، وكذلك للعديد من البهائيين الآخرين، نظرًا لوفاة ثلاثة بهائيين في السجن، والسلوك العدائي للسكان المحيطين. تم سجن البهائيين في ظروفٍ قاسيةٍ داخل مجموعةٍ من الزنازين المغطاة بالتراب ومياه الصرف الصحي، دون طعامٍ كافٍ لمدة ثلاثة أيامٍ.
أما الظروف الأكثر صعوبةً بالنسبة لآسية خانم هي الوفاة المفاجئة والعرضية لابنها الأصغر ميرزا مهدي البالغ من العمر 22 عامًا. تسببت وفاة ابنها في ألمٍ شديدٍ لآسية خانم، لدرجة أن عائلتها أصبحت قلقةً بشأن سلامتها. وفقًا للبهائيين، وجدت آسية البائسة العزاء في بهاءالله، الذي طمأن زوجته بأن طفلهما في مكانٍ أفضل.

## تخفيف قيود السجن
في عام 1870م، تم تخفيف القيود المفروضة على الأسرة، وتم نقلهم من سجن عكا. عندها بدأ أهل عكا في إظهار الاحترام للبهائيين، وخاصةً عبدالبهاء، الذي قام بترتيب تأجير المنازل للعائلة. حوالي عام 1879م، عندما دفع الوباء السكان إلى الفرار، انتقلت العائلة إلى قصر البهجة. على الرغم من حالتها الصحية الحرجة، والتي تفاقمت بسبب مناخ عكا، واصلت آسية خانم عملها التمريضي، وهي المهنة التي بدأتها في طهران، وعُرفت في المدينة بمساعدتها للمرضى وعلاجهم.
مع وصول الحجاج تدريجيًا من بلاد فارس، استقبلتهم آسية خانم باعتبارها "رب الأسرة"، ونالت احترامًا وإعجابًا كبيرًا من البهائيين وأطفالهم. لقّبها بهاءالله بـ "نوّاب"، وأعطاها أيضًا أسماء أخرى كـ "الورقة العليا" و"قرينته الدائمة في عوالم الله". عّين بهاءالله ابنها عبدالبهاء خلفًا له.

## الوفاة
توفيت آسية خانم عام 1886م عن عمرٍ يناهز 66 عامًا، بعد أن تعرّضت للسقوط، وكان بهاءالله بجانبها. وكانت وفاتها سببًا للحداد، ليس فقط داخل الجامعة البهائية، بل أيضًا بين عامّة سكان عكا. وحضر جنازتها المسلمون والمسيحيون والدروز. أعرب بهاءالله عن حزنه العميق، قائلاً إنه بعد آسية خانم، تحوّل نوره إلى ظلمةٍ، وبهجته إلى حزنٍ، وهدوئه إلى هياجٍ.
أعقب وفاتها خسائر إضافية أثّرت بشدةٍ على الأسرة. بعد مرور عامٍ، توفي ميرزا موسى، شقيق بهاءالله، وتلا ذلك وفاة ابن عبدالبهاء وحفيد بهاءالله، حسين البالغ من العمر خمس سنواتٍ. أدت هذه الخسائر اللاحقة إلى تكثيف حزن بهاءالله.

## الدفن

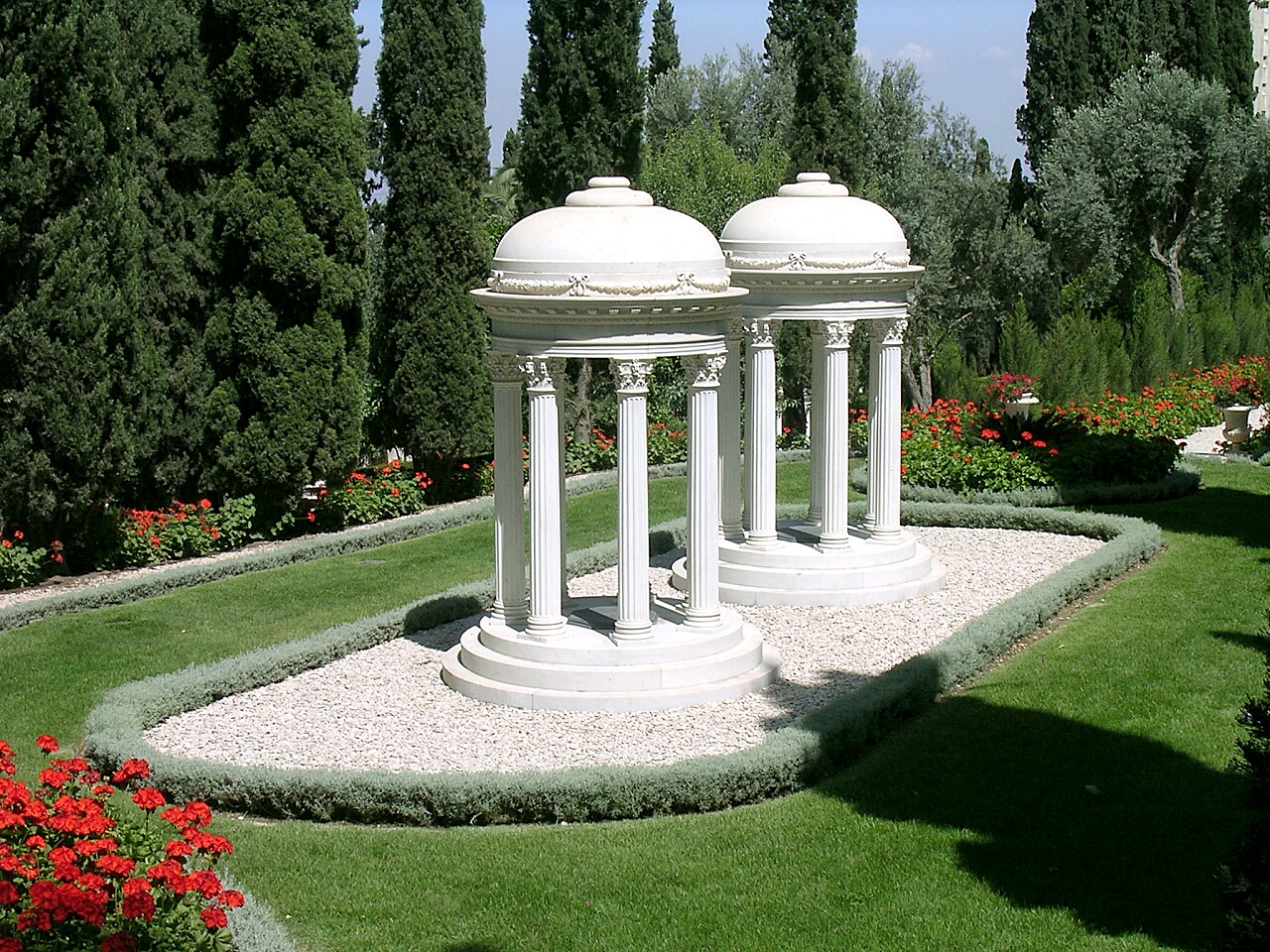
ضريح آسية خانم وابنها الغصن الأطهر في المركز البهائي العالمي

بعد وفاة آسية خانم عام 1886م، دُفنت في مقبرة المسلمين في عكا. كان الحجاج الغربيون والشرقيون يسافرون إلى المقبرة لزيارة قبرها وقبر ميرزا مهدي (الغصن الأطهر). في عام 1932م، توفيت ابنتها بهية خانم، وكانت رغبتها أن تُدفن بجانب والدتها وشقيقها.
اعتقد شوقي أفندي أن ضريح آسية خانم في هذه المقبرة لا يليق بها ولابنها. وبعد مرور ثلاثة وخمسين عامًا على وفاتها، رتّب سرًا نقل رفاتها ورفات ابنها ليدفنا بالقرب من ابنتها في المركز البهائي العالمي في جبل الكرمل في حيفا. تم نقلهم من مثواهم السابق وتُركت الجثث مؤقتًا في مرقد الباب حتى الانتهاء من ترتيبات الدفن. أمر شوقي أفندي ببناء نصبين من الرخام على الطراز الكورنثي من إيطاليا. وبعد نقل الرفات بنجاحٍ، أعاد شوقي أفندي دفن الاثنين بجوار بعضهما البعض في احتفالٍ أُقيم يوم عيد الميلاد عام 1939م. يُطلق على المقبرة اليوم اسم حدائق النصب التذكارية في حدائق البهائيين الواقعة في حيفا، وهي مقبرة "العائلة المقدسة" البهائية، وتتضمن مرقد زوجة بهاءالله (آسية خانم) وابنه (ميرزا مهدي الملقب بالغصن الأطهر) وابنته (بهية خانم) وزوجة ابنه عبدالبهاء (منيرة خانم).

## الأهمية
تشير سوزان ستايلسمانك إلى آسية خانم، وابنتها بهية خانم، وطاهرة قرة العين، على أنهن «ثلاث نساءٍ مهماتٍ في الديانة البهائية».

## الوصف
كانت آسية خانم طويلة القامة بمعايير بلاد فارس في القرن التاسع عشر، وكانت تتمتع ببشرةٍ فاتحةٍ وشعرٍ داكنٍ وعيونٍ زرقاء عميقةٍ وملامح منتظمةٍ، مما يجعلها تتمتع بجمالٍ معروف. وصفتها ابنتها بأنها "لؤلؤة النساء"، وتصوّرها الروايات التاريخية على أنها "نحيفةٌ، وفخمةٌ، ذات بشرةٍ بيضاء وعيونٍ زرقاء وشعرٍ داكن". كما تمّ وصفها بأنها "فاتنةٌ، مفعمةٌ بالحيوية، وجميلةٌ للغاية". ورث جميع أطفالها سماتها الجسدية المميزة.
كان لآسية خانم طابعًا أرستقراطيًا، لكنها واجهت تحديات الحياة في المنفى. ولأنها لم تكن معتادةً على العمل في بيت والدها، فقد واجهت صعوباتٍ أثناء منفاها في بغداد، حيث عانت يديها من البثور والجروح الناجمة عن غسل الملابس. وقد ذكرها ابنها عبدالبهاء، التي تذكرها بشخصيتها القوية، بأنها كانت "صبورةً، تخاف الله، هادئةً، متواضعةً، وراضيةً". وصفها شوقي أفندي بأنها "واصلت إظهار الثبات والتقوى والإخلاص ونبل الروح".
كانت آسية خانم شديد التديّن. بعد الوفاة غير المتوقعة لابنها ميرزا مهدي، وجدت العزاء في إيمانها الراسخ. وتذكّرتها حفيدتها باعتزازٍ، قائلةً: "عيناي ستراها دائمًا بفستانها الأزرق... ووجهها الجميل المبتسم... وهي تردد الأدعية بصوتها الموسيقي".
كانت آسية خانم تقرأ وتكتب بلغتها الأم الفارسية والعربية بإتقانٍ.

## الأعمال
في شبابها في طهران، كانت آسية خانم بعيدةً عن الحياة السياسية التي عمل بها أكثر أفراد عائلتها، و اعتبرتها ملذاتٍ دنيوية، ولم تكن تحضر حفلات نبلاء الدولة، كذلك كانت قليلة الحضور في الاجتماعات السياسية. وانخرطت بالعمل الخيري، ومساعدة الفقراء والمسنين، وصنع الدواء للمحتاجين، ولذلك لُقبت بـ أم العزاء.
عُرفت آسية خانم بعملها الخيري مع الفقراء، واستمر هذا الالتزام أثناء سجنها في عكا، في فلسطين آنذاك. عندما شهدت الجامعة البهائية المنفية فترةً من الحرية النسبية، شاركت آسية خانم بنشاطٍ في رعاية المرضى في عكا.

## روابط خارجية
- الموقع الرسمي للحدائق البهائية
- الأماكن البهائية المقدسة في حيفا والجليل الغربي